# Margaret George Shello
 (septembre 2015).
Margaret George Shello (syriaque : ܡܪܓܪܝܬ ܓܝܘܪܓܝܣ ܫܠܘ), aussi connue sous le nom de guerre Margaret George Malik, est la première femme combattante avec les peshmerga, chrétienne d'origine assyrienne née en 1941 et morte en 1969. Il s'agit de la première femme combattante d'origine assyrienne qui a rejoint les forces kurdes peshmerga dans la lutte contre les gouvernements irakiens dans les années 1960.

## Biographie
Margaret a rejoint les rangs des peshmergas à l'âge de 20 ans en 1960. Elle s'est rapidement imposée parmi ses camarades masculins et s'est faite nommée à des postes importants, notamment lors de batailles telle que celle de Zawita Valley (bataille qui a fait sa réputation).
Les circonstances qui conduisent à sa mort sont encore contestées de nos jours. Certains croient qu'elle a été assassinée par la direction kurde qui craignait son influence, tandis que les Kurdes soutiennent qu'elle a été assassinée par un amant jaloux après qu'elle a rejeté son offre de mariage.
Après son assassinat, de nombreux Kurdes lui ont accordé le titre de « Daya Kurdistan » (« mère du Kurdistan »).
Un film intitulé Killing Margret est actuellement développé par l'écrivain et réalisateur George G. Edwards, et sortira en 2016.